# Сурьяварман II
Сурьява́рман II (кхмер. សូរ្យវរ្ម័នទី២) — чакравартин (император) Кхмерской империи (Камбуджадеши) в 1113—1150 годах.

## Биография
Внучатый племянник Харшавармана III, в 1112 году сверг с престола Дхараниндравармана I. В 1119 году был коронован уже совсем старым Дивакарапандитой. Сурьяварман II был правителем-воином. Сурьяварман II объединил и централизовал Камбоджу, несколько раз пробовал вторгнуться в Дайвьет. Об этом времени до нас дошли фрагментарные и пристрастные записи, на достоверность которых мы положиться не можем. Из них можно вычленить, с большой долей вероятности, что в 1128 году Сурьяварман II потерпел поражение в войне с Дайвьетом, который освободился из под китайского владычества и представлял собой серьёзную силу, и в 1132 году был вынужден заключить мирный договор с тямами. Предотвратил попытку захвата государства монами из царства Лаво (ныне Лопбури, Таиланд).
С 1116 года Камбоджа возобновила дипломатические отношения с Китаем.
Остался в истории, и чуть позже стал знаменит на весь мир благодаря своему творению — храму Ангкор-Ват. В нём он жил, и это было символом его величия и могущества. Благодаря этому памятнику получил известность как «Микеланджело Востока». Согласно хроникам, Кхмерская империя во время его царства простиралась на запад до границ бирманского царства Паган, на восток — до моря, на юг до границ государства Грахи, что было сердцем полуострова Малакка.
Последняя запись, относящаяся к царствованию Сурьявармана II, датирована 1145 годом. Скорее всего, он умер в 1150 году, во время неудачного похода в Дайвьет. Сурьяварман II был вишнуитом (вайшнавом), о чём и говорит его посмертное имя — Парамавишнулока.